# Bandera de la República Popular de Luhansk
La bandera de la República Popular de Luhansk és el símbol estatal oficial, igual que l'escut i l'himne, de la no reconeguda República Popular de Luhansk.
Segons la constitució, la descripció i l'ordre de l'ús oficial de la bandera estatal es regulen mitjançant la llei de la República Popular de Luhansk.

## Descripció
La bandera estatal de la República Popular de Luhansk és una bandera rectangular de tres franges horitzontals iguals: a dalt - blau cel, mig - blau i la inferior - roig. La relació entre l'amplada de la bandera de la seva longitud és de 2:3.
Bandera es basa en el principi similar al de la bandera de la RPD, repetint, a excepció de la franja superior, la bandera russa, encara que anteriorment hi havien versions de les banderes amb la franja negra a dalt, igual que a la RPD. Actualment, l'estatut de la bandera està reglamentat per la Llei de la RPL del 2 de novembre de 2014 "Sobre la bandera Estatal de la República Popular de Luhansk".

## Colors de la bandera
Els colors de la bandera de la República Popular de Luhansk es determinen amb la «Llei sobre la bandera Estatal de la República Popular de Luhansk».
| Colors | Blau cel    | Blau     | Roig    |
| ------ | ----------- | -------- | ------- |
| RGB    | 100-200-255 | 0-57-166 | 240-0-0 |
| HTML   | #64C8FF     | #0039A6  | #F00000 |

## Versions anteriors
Per primer cop la bandera de la RPL fou presentada al públic el 9 de maig de 2014 durant la manifestació amb motiu del Dia de la Victòria a Luhansk. La bandera era un tricolor de línies horitzontals blava cel, blava i roja. Al centre de la bandera estava representat l'escut — àguila bicèfala amb l'escut de Luhansk al pit, en el qual estaven col·locades les paraules "Luganskaia" (a dalt, franja blau cel) i "respúblika" (a baix, franja roja), el que en rus vol dir "República de Luhansk", fetes amb l'estil de l'uncial ciríl·lic. S'utilitzaven diferents variants de l'escut sobre la bandera: àguila blanca amb un ceptre i un globus imperial, àguila daurada amb pics, àguila blanca amb una cinta a baix i la inscripció «Novorossia» (Nova Rússia).
El 2 de novembre de 2014 en la cerimònia d'inauguració del recent elegit cap de la RPL Ígor Plòtnitski es van utilitzar banderes blau cel-blau-roges amb l'emblema en forma d'escut de tres peces, en el qual estava representat un gira-sol, un cavall i una mina.
En la part esquerra de l'escut està representat un gira-sol en un fons verd, a la part dreta un cavall blanc en un fons roig, en la part de sota una mina de carbó en un fons blau. A l'esquerra i a la dreta de l'escut hi han espigues de blat. Les espigues estan unides mitjançant una cinta blava amb la inscripció: «VOLUNTAT DE PERSONES LLIURES», la qual passa per la part interior de la bandera. En la part superior de la bandera hi ha la inscripció: «RPL». A l'esquerra i a la dreta d'aquesta inscripció hi ha estrelles en tres files. Les files estan inclinades cap a baix. En la fila superior hi ha tres estrelles ubicades a la part dreta superior respecte la fila del mig en el grup dreta de les estrelles, tres estrelles a la part esquerra respecte la fila del mig del grup esquerra de les estrelles. En la fila del mig estan representades quatre estrelles a la dreta i a l'esquerra de la inscripció: «RPL». En la fila de baix hi ha tres estrelles ubicades a la part esquerra respecte la fila del mig en el grup dreta de les estrelles, tres estrelles en el costat més a la dreta pel que fa a la fila del mig del grup esquerre d'estrelles.

## Història

Bandera de la RPL 9 de maig de 2014 — 2 de novembre de 2014
Bandera de la RPL 2 de novembre de 2014 — 26 de novembre de 2014
Bandera de la RPL des del 26 de novembre de 2014